# Pablo la Torre
Pablo la Torre fue un educador y político peruano. Fue director del "Colegio Peruano" en la ciudad del Cusco.
Fue elegido senador por el departamento del Cusco en 1911 hasta 1916 durante los mandatos de los presidentes Augusto B. Leguía, Guillermo Billinghurst, Oscar R. Benavides y José Pardo y Barreda en la República Aristocrática.En 1919, cuando el presidente Augusto B. Leguía dio inicio a su oncenio, La Torre fue volvió a ser elegido senador por el departamento del Cusco pero, esta vez, para la Asamblea Nacional de ese año que tuvo por objeto emitir una nueva constitución, la Constitución de 1920. Luego se mantuvo como senador ordinario hasta 1924.